# Conjunto calentano

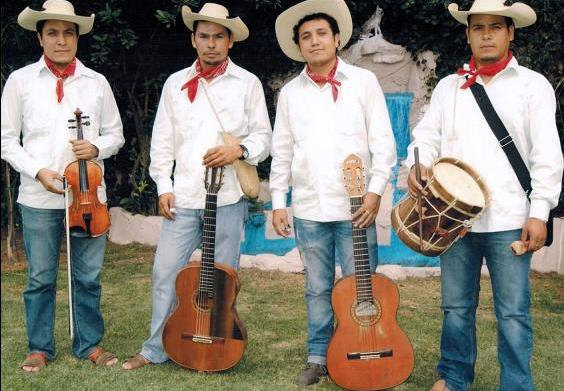
Conjunto calentano

El conjunto calentano es una expresión artística de la región de cultura calentana en México, conformada por el Estado de México, Guerrero y Michoacán; en ella se combina la música, la danza y la poesía campirana. Su ritmo es frenético, armónico, generalmente sesquiáltero que alterna generalmente compases de 6/8 y 3/4, con síncopas y contratiempos.
El conjunto calentano se conforma por violín, guitarra y tamborita, y puede tener también guitarra panzona, arpa y contrabajo.
Su repertorio comprende más de doce géneros musicales, de entre los cuales destaca el son calentano y gusto, y otras formas musicales como india, malagueña, vals, polka, pasos doble, foxtrot, swing, danzón, bolero, minuet, corrido, ranchera, canto de arrullo o de cuna, marcha fúnebre, diana, música sacra música para entierro de mayores y para angelitos.
Entre sus intérpretes y compositores más destacados encontramos a don Isaías Salmerón Pastenes, Juan Bartolo Tavira, Filiberto Salmerón Apolinar, Juan Reynoso Portillo, Ángel Tavira, Hilario Salgado, Alfonso Salgado, Serafín Ibarra Cortez, José Natividad Leandro Chávez, entre muchos otros.